# Karolin (sielsowiet Szaszki)
Karolin (biał. Караліна, Karalina; ros. Каролина, Karolina) – wieś na Białorusi, w obwodzie mińskim, w rejonie stołpeckim, w sielsowiecie Szaszki, nad Sułą.

## Historia
W dwudziestoleciu międzywojennym leżał w Polsce, w województwie nowogródzkim, w powiecie stołpeckim, w gminie Rubieżewicze. W 1921 miejscowość liczyła 238 mieszkańców, zamieszkałych w 35 budynkach, w tym 185 Polaków, 52 Białorusinów i 1 osobę innej narodowości. 136 mieszkańców było wyznania rzymskokatolickiego i 102 prawosławnego.
W czasie II wojny światowej 3 mieszkańców miejscowości dołączyło do Zgrupowania Stołpeckiego Armii Krajowej.
Po II wojnie światowej w granicach Związku Sowieckiego. Od 1991 w niepodległej Białorusi.